# ولایت کاگا

ولایت کاگا در سال ۱۸۶۸

ولایت کاگا (به ژاپنی: 加賀国 Kaga no kuni) که گاهی به نام کاشو Kashū 加州 نیز خوانده می‌شود، یکی از نواحی در تقسیم‌بندی کشوری قدیم ژاپن بود. محل قرار گرفتن ولایت کاگا در جنوب استان ایشیکاوا امروزی بوده‌است. این ولایت در احاطهٔ دریای ژاپن بوده‌است.